# Sully, Calvados

Sully este o comună în departamentul Calvados, Franța. În 1 ianuarie 2022 avea o populație de 167 de locuitori.